# شوارتسنفلت
شوارتسنفلت (به آلمانی: Schwarzenfeld) شهری در ایالت بایرن در آلمان است.

## خصوصیات
شوارتسنفلت ۳۸٫۲۷ کیلومترمربع مساحت دارد و ۳۶۰ تا ۴۱۵ متر بالاتر از سطح دریا واقع شده‌است.